# FC Addiewell
Der Football Club Addiewell war ein schottischer Fußballverein aus dem gleichnamigen Bergbaudorf in der Region West Lothian.

## Geschichte
Der Verein nahm in den Spielzeiten 1881/82 und 1882/83 am schottischen Pokal teil. Bei der ersten Teilnahme schied Addiewell in der ersten Runde gegen Hibernian Edinburgh mit einer 0:7-Niederlage aus. Ein Jahr später flog Addiewell in der zweiten Runde gegen den Stadtrivalen der „Hibs“, Heart of Midlothian mit einer 0:14-Niederlage aus dem Wettbewerb aus.